# Zeitraumexit
zeitraumexit ist ein Künstlerhaus in Mannheim, dessen Träger der gemeinnützige Verein zeitraumexit e. V. ist. Der zeitraumexit e. V. veranstaltet, präsentiert und (ko)produziert Ausstellungen, Performances, Tanz, Theater, Live-Art, Videokunst und Installationen.

## Geschichte
zeitraumexit entstand im Jahr 2001 aus einem Zusammenschluss des Zeitraum Büro für Kunst und EX!T Ausgangspunkt Theater. „Seither steht das Quartett in der Region für ungewöhnliche, internationale Kunstprojekte, die Bildende und Darstellende Kunst zusammenführen.“ Gründungsmitglieder waren die Künstler Gabriele Oßwald (Performance, Bildende Kunst), Wolfgang Sautermeister (Performance, Bildende Kunst), Elke Schmid (Regie) und Tilo Schwarz (Zeichnung, Bühnenbild, Lichtdesign), sowie die Vorstandsmitglieder Manfred Ziegler, Peter Empl und Gerhard Schöneberger. Neben ihrer Tätigkeit für zeitraumexit profilieren sich die künstlerischen Leiter Oßwald, Sautermeister, Schmid und Schwarz auch als Einzelkünstler und werden mit ihren Arbeiten bis nach Seoul eingeladen. Elke Schmid verließ zeitraumexit 2009, um ihrer Arbeit in Berlin weiter nachzugehen.
Zwischen Mai 2001 und Mai 2007 befanden sich die Räumlichkeiten von zeitraumexit im Mannheimer Stadtteil Neckarstadt-Ost. 2007 wurde die historische Kauffmannmühle, eine unter Denkmalschutz stehende ehemalige Getreidemühle im Bezirk Jungbusch bezogen. In den neuen Räumlichkeiten wurden zwei Ateliers eingerichtet, zwei Theaterräume (mit 60 bzw. 80 Zuschauerplätzen), ein Ausstellungsraum, eine Bar und Büros. Der Hof wird als Freilichtbühne genutzt. Der Verein finanziert sich zum größten Teil aus privaten Geldern, durch Stiftungen und Sponsoren, erhält aber auch Projektförderung durch die Kulturstiftung des Bundes, das Land Baden-Württemberg und die Stadt Mannheim. Außerdem ist man „auf die stete wie kostenlose Hilfe von 30 bis 60 Helfern angewiesen“. Berichterstattung über zeitraumexit findet in regionaler Presse statt (z. B. Mannheimer Morgen, Rheinpfalz), in Hörfunk (SWR, DLF) und Fernsehen (3sat), in überregionalen Zeitungen und Fachzeitschriften (Süddeutsche Zeitung, Theater der Zeit, tanz aktuell, Kunstforum international) und in der Online Presse (Nachtkritik).

## Preise und Auszeichnungen
2008 erhielt die künstlerische Leitung von zeitraumexit den Baerwind-Preis der Rudi-Baerwind-Stiftung, da das Kollektiv „ziemlich genau Baerwinds Vorstellung von der Grenzziehungen überschreitenden Energie in einem Symposion entspricht“. zeitraumexit sei „Treffpunkt von Künstlern und Kunstinteressierten“ außerhalb etablierter Institutionen. Das von zeitraumexit veranstaltete alljährliche Festival Wunder der Prärie hat einen festen Platz im Veranstaltungskalender der Region und genießt Aufmerksamkeit, „die weit über diese hinausgeht“.
Beim Stuttgarter Theaterpreis 2013 gewannen Koproduktionen von zeitraumexit mehrere Preise: Der Stuttgarter Tanz- und Theaterpreis in der Kategorie Tanz ging an Gerro, Minos & Him, der Sonderpreis für eine außergewöhnliche darstellerische Leistung sowie der Publikumspreis gingen an Sudermann & Söderberg für „A Talk“.
Auch 2015 wurde eine Produktion von zeitraumexit von der renommiert besetzten Jury mit dem begehrten Preis ausgezeichnet und vom 13. bis 18. April 2015 an der Stuttgarter Theater Rampe gezeigt: Die Tanzperformance Infanten der Regisseurin Jolika Sudermann.
2015 wurde zeitraumexit mit dem Förderpreis des Kulturpreises Baden-Württemberg ausgezeichnet. In der Begründung heißt es: „zeitraumexit e.V. hat sich seit seiner Gründung zu einer wichtigen deutschland- und europaweit anerkannten Einrichtung für die freien darstellenden Künste entwickelt“. Besonders gelobt wird auch die Verknüpfung von Nachwuchsförderung und einer rechercheorientierten Theaterarbeit. „zeitraumexit ist dadurch zu einem Ort mit bemerkenswertem Charakter und einer prägnanten Strahlkraft für Künstler der Region aber auch darüber hinaus geworden“, schließt der Stiftungsrat der Stiftung Kulturpreis ihre Begründung ab.

## Veranstaltungen
zeitraumexit realisiert ca. 14 Veranstaltungen pro Jahr an ca. 80 Besuchstagen, mit ca. 5500 Besuchern. Dabei kooperiert zeitraumexit häufig mit anderen regionalen und internationalen Kulturinstitutionen wie dem Nationaltheater Mannheim, der Alten Feuerwache, der Kunsthalle Mannheim, dem Theaterhaus G7, dem Theater im Felina Areal, dem Kollektiv Rampig, der Galerie Stoffwechsel und der Galerie Strümpfe (Mannheim), dem Forum Freies Theater Düsseldorf, den sophiensaelen und dem Hebbel am Ufer in Berlin, dem Kampnagel Hamburg, der Hochschule für Gestaltung Offenbach am Main, der Staatlichen Akademie der Bildenden Künste Stuttgart, dem Het Veem Theatre in Amsterdam, dem Grand Theatre Groningen, der Rotterdamse Schouwburg (Niederlande), dem Kunstencentrum Campo (Gent, Belgien), dem brut Wien (Österreich) und den Wiener Festwochen, der Komuna//Warszawa (Polen), Kanuti Gildi SAAL in Tallinn (Estland) oder Station Service for Contemporary Dance in Belgrad (Serbien). Alljährliche Veranstaltungen sind z. B. 97m überm Meer, eine offene „beachtenswerte Plattform der Region“ für darstellende Künstler, Wilsonstraße mit Studenten des Studiengangs für Angewandte Theaterwissenschaft in Gießen und frisch eingetroffen, ein mehrtägiges Festival für junge Darstellende Künstler der Sparten Tanz, Performance und Theater aus Europa.
In den Räumlichkeiten von zeitraumexit finden regelmäßig kulturelle Veranstaltungen anderer Organisatoren statt, wie zum Beispiel die monatliche Flimmerkiste und die B-Seite, das Festival für visuelle Kunst und Jetztkultur.
Seit Mitte 2013 bietet zeitraumexit auch dem elektrosmog ein Zuhause. Die experimentelle elektroakustische Musik Mannheims hat hier einen offenen Raum und festen Platz für sich gefunden und trifft sich hier monatlich.

## Wunder der Prärie
Das größte von zeitraumexit ausgerichtete mehrtägige Festival ist das Wunder der Prärie, eines der 15 Top-Festivals der Metropolregion Rhein-Neckar mit ca. 5000 Besuchern, das sich innerhalb „kurzer Zeit großes Renommée unter Künstlern und Kunstliebhabern erarbeitet hat“. Hauptsponsor des Festivals ist seit 2005 die BASF SE. Ausgangspunkt des Festivals war die 9. Internationalen Performance Konferenz im Juli 2000, bei der zeitraumexit als Gastgeber fungierte. Seitdem findet das Festival jedes Jahr in Galerien und Theaterräumen statt, öffnet sich aber auch in die Stadt hinein und belebt urbane Orte: Gob Squad bespielte bereits das Holiday Inn mit Room Service – Help me make it through the night und den Paradeplatz mit Saving the world – a very very wide screen film (eine Koproduktion von zeitraumexit, Hebbel am Ufer Berlin, Kampnagel Hamburg, und Wiener Festwochen), ein Parkhaus wurde zum Ausstellungsort, und Friederike & Uwe bauten gemeinsam mit Besuchern den Wasserturm mit ministeck im Hauptbahnhof nach („My home is my Wasserturm“).
Die bisher „spektakulärste Festivalaktion“ war das Projekt „cape fear“ des raumlabor berlin: Über die Festivaldauer von zehn Tagen baute die interdisziplinäre Gruppe für Architektur und Städtebau „mit Einheimischen auf einem öffentlichen Platz an einem U-Boot aus Recyclingmaterialien, mit dem am letzten Tag […] die Mannheimer Neckarspitze umschifft wurde, um am Ludwigshafener Rheinufer anzulegen“. 2013 kehrte raumlabor berlin nach Mannheim zurück. Wunder der Prärie bringt an zehn Tagen Tanz, Theater, Performance und Bildende Kunst nationaler und internationaler Akteure „von Auckland bis Zürich“ nach Mannheim, mit einer Gästeliste, die „sich wahrlich sehen lassen“ kann: Anna Huber, Stefan Kaegi (Rimini Protokoll), Hong O Bong, Alastair Mc Lennan, Stans Café, Bill Aitchison, Jaap Blonk, Tatsumi Oromoto, Ene-Liis Semper, Boris Nikitin, David Weber-Krebs, Hina Strüver, Jan-Philipp Possmann, Birgit Aßhoff, Ingrid Mwangi, Robert Hutter, Walter Siegfried, Marina P.O.P., Norbert Klassen, Phil Hayes, Marc Calame, Matthias Rüttimann, Nezaket Ekici, Genco Gulan, Herma Auguste Wittstock, Prof. Hans-Thies Lehmann, Claire Marshall (Forced Entertainment), Mike Pearson, She She Pop, Urban Lies, das Helmi, Dance on&off, Antonia Baehr, Boris Nieslony, Simon Mayer, Georg Winter und Jacob Wren.
Themen der vergangenen Jahre waren:
- 2013: Wunder der Prärie, Thema Laut geträumt[27][28]
- 2011: Wunder der Prärie, Thema Das Unmögliche wagen
- 2009: Wunder der Prärie, Thema Müll
- 2008: Wunder der Prärie, Thema Angst
- 2007: Wunder der Prärie, Thema 400 hours – nonstop[29]
- 2006: Wunder der Prärie, Thema Glück, Glück, Glück
- 2005: Wunder der Prärie, Thema Reisen
- 2004: Wunder der Prärie, Thema zu Hause
- 2003: Do you understand
- 2002: stadtraum[ ]privatraum
- 2001: Die Wirklichkeit der Ding
- 2000: Die Kunst des Handelns, 9. International Performance-Conference

Seit 2009 wird Wunder der Prärie als Biennale ausgerichtet.

## outside the box
Im September 2013 startete zeitraumexit das internationale Kunst und Rechercheprojekt outside the box. Es untersucht die Lebensbedingungen und Lebensräume von Kunstorten. Das Projekt nimmt den Kunstort in seiner Einbettung in eine bestimmte Zeit, einen bestimmten Ort, in einen bestimmten gesellschaftlichen und politischen Mikrokosmos in den Blick. Die Rechercheergebnisse werden auf dem Markt vom 5. bis 7. Juni 2014 präsentiert. Kooperationspartner sind Forum Freies Theater Düsseldorf, Grand Theater Groningen, Het Veem Theater (Amsterdam), Kanuti Gildi SAAL (Tallinn) und Komuna// Warszawa. Das Projekt wird gefördert von der Kulturstiftung des Bundes, das Ministerium für Wissenschaft, Forschung und Kunst Baden-Württemberg, die Baden-Württemberg Stiftung und das Kulturamt der Stadt Mannheim.